# Alter Friedhof (Darmstadt)

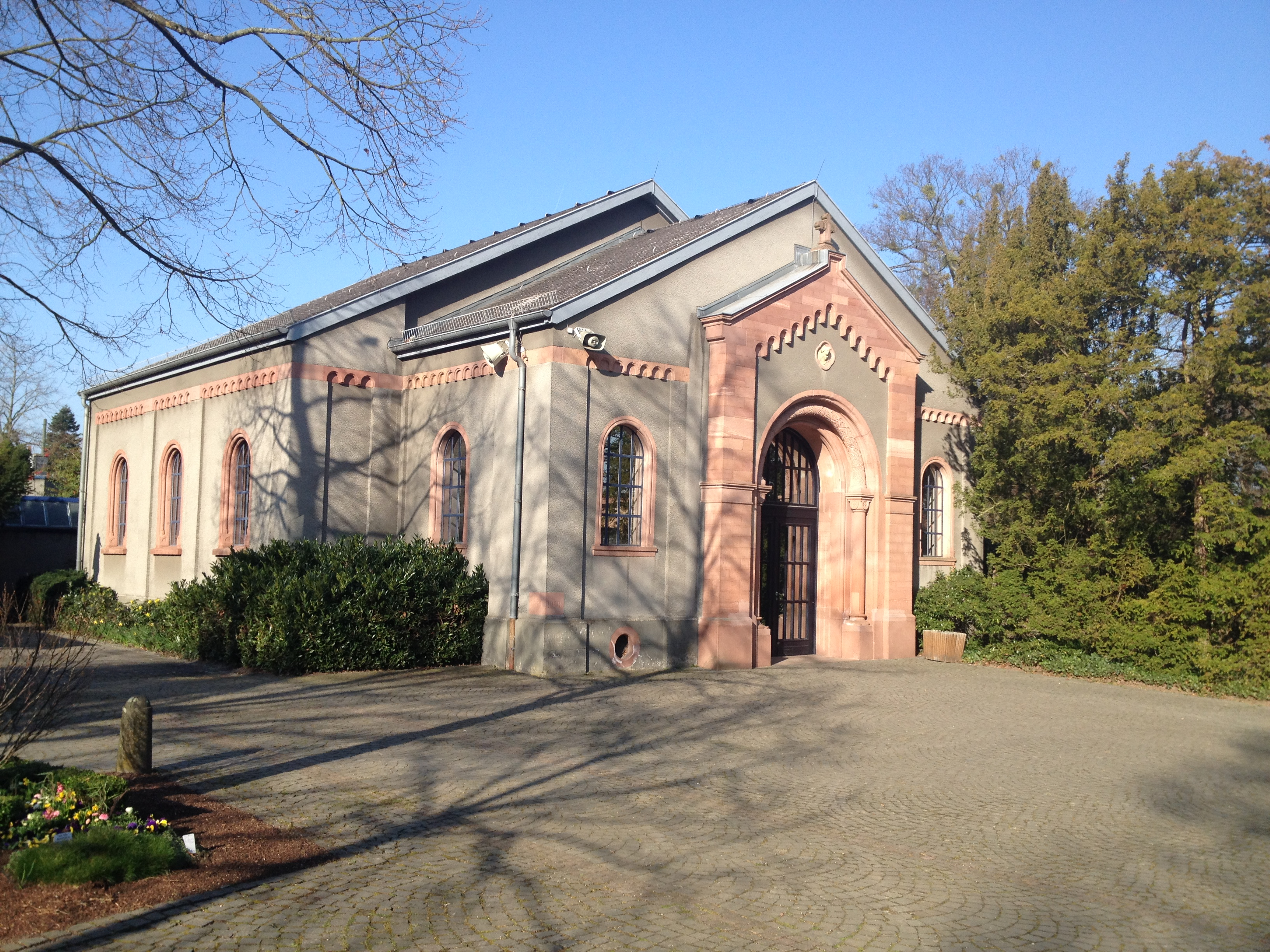
Kapelle auf dem Alten Friedhof in Darmstadt

Der Alte Friedhof in Darmstadt gilt heute als historisch bedeutendster Friedhof in Darmstadt. Er wurde 1828 an der Nieder-Ramstädter Straße auf Bessunger Gemarkung errichtet. Er wurde mehrmals, zuletzt 1894, erweitert. Der Alte Friedhof steht heute unter Denkmalschutz. Mehr als 60 Grabstätten sind als Denkmäler oder Ehrengrabstätten vor einer Veränderung oder Auflösung bewahrt. Auf dem Friedhof befinden sich zahlreiche Grabmäler bekannter Darmstädter Persönlichkeiten. Der Alte Friedhof blieb von Zerstörungen durch Bombenangriffe im Zweiten Weltkrieg weitgehend verschont. Da zu Beginn des 20. Jahrhunderts absehbar war, dass der Alte Friedhof nicht mehr ausreichen würde, wurde vom Stadtbaumeister August Buxbaum ein neuer, wesentlich größerer Friedhof in einem Waldstück westlich von Darmstadt, der Waldfriedhof Darmstadt 1913–1922, entworfen.
Der Alte Friedhof bedeckt eine Fläche von 13,5 ha.

## Grabstätten bekannter Persönlichkeiten
- Peter Armbruster
- Friedrich Back
- Otto Bartning
- Milli Bau
- Ludwig Bergsträsser
- Otto Berndt
- Kaspar Josef von Biegeleben
- Hans Christian Blech
- Franz Boerner
- Ludwig Büchner
- Robert Cauer der Jüngere
- Karl Deppert
- Julius Karl Friedrich Dilthey
- Ludwig Engel
- Karl Esselborn
- Hermann Falck
- Torsten Fenslau
- Eckhart G. Franz
- Heinrich Julius Glückert
- Karl Gruber
- Sepp Gußmann
- Ludwig Habich
- Familiengrab Christian und Ferdinand von Herff
- Georg Gottlieb Hahn (Großherzoglicher Hessischer Generalleutnant)[A 1]
- Richard Hammer
- Gerhard F. Hering
- Christian von Hessen-Darmstadt
- Ludwig Georg Karl von Hessen-Darmstadt
- Helmut Hild
- Ludwig von Hofmann
- Heinrich von Hügel
- Oskar von Hutier
- Justus Georg Kahlert
- Hermann Kaiser
- Horst Knechtel
- Wilhelm Köhler
- Adolf Korell
- Erika Köth
- Pierre Kröger
- Georg von Küchler
- Edmund Külp
- Frieder W. Lichtenthaler
- Otto Liman von Sanders
- Pit Ludwig
- Bruno Maderna
- Carl Amand Mangold
- Emanuel Merck
- Louis Merck
- Günther Metzger
- Ludwig Metzger
- Wilhelm Michel
- Adolf Morneweg
- Heiner Müller-Merbach
- Rudolf Mueller
- Ernst Elias Niebergall
- August Noack
- Joseph Offenbach
- Wilhelm Petersen
- Gerhard O. Pfeffermann
- Karl Plagge
- Wilhelm von Ploennies
- Johann Christian Prinz
- Theodor Reh
- Christian Heinrich Rinck
- Familiengrab Otto Röhm
- Karl Rothe
- Heinz Winfried Sabais
- Liman von Sanders
- Hermann Schaefer
- Carl Schenck
- Friedrich August Schäffer
- Emil Schenck
- Familiengrab Ernst Schleiermacher
- Gotthelf Schlotter
- Ernst August Schnittspahn
- Familiengrab Johann Baptist Scholl
- Familiengrab Ulla Scholl
- Fritz Schwarzbeck
- Nikolaus Schwarzkopf
- Wilfried Seyferth
- Familiengrab Heidenreich von Siebold
- Hugo Stintzing
- Robert Stromberger
- Wolfgang Sucker
- Karl du Thil
- Hermann Tomada
- Heinrich Walbe
- Georg Wickop
- Otto Wolfskehl
- Hermann Zapf
- Gudrun Zapf-von Hesse
- Joachim Ziegler
- Ernst Zimmermann

### Ehrengräber
Auf dem Alten Friedhof befinden sich 39 Ehrengräber der Stadt Darmstadt. Informationen über das jeweilige Ehrengrab sind direkt am Grab zu erfahren: Die Ehrengräber sind mit einer Bronzeplakette gekennzeichnet. Wer ein Smartphone an den QR-Code auf der Bronzeplakette hält, bekommt ein Foto der Grabstätte und einen dazugehörigen Text übermittelt. Die Ehrengräber sind:
| Person                  | Lebensdaten | Gewann              | Bild |
| ----------------------- | ----------- | ------------------- | ---- |
| Luise Büchner           | (1821–1877) | 1 A 16              |      |
| Elli Büttner            | (1901–1973) | 2 M 155b            |      |
| Wilhelm Diehl           | (1871–1944) | 3 J 69              |      |
| Christian Eckhardt      | (1784–1866) | 1 G 88              |      |
| Kasimir Edschmid        | (1890–1966) | 1 G 110             |      |
| Heinrich Felsing        | (1800–1875) | 1 H 23              |      |
| Friedrich von Flotow    | (1812–1883) | 3 E 1-3 [3 E 42-44] |      |
| Georg Fröba             | (1896–1944) | 4 C 282             |      |
| Heinrich von Gagern     | (1799–1880) | 1 Mauer 111-112     |      |
| Willem de Haan          | (1849–1930) | 1 A 6               |      |
| Well Habicht            | (1884–1966) | 4 Mauer 89-90       |      |
| Ludwig Hoffmann         | (1852–1932) | 1 Mauer 116         |      |
| Moritz Friedrich Illig  | (1777–1845) | 1 A 114e            |      |
| Wilhelm Jäger           | (1839–1910) | 1 Mauer 45          |      |
| Johann Jakob Kaup       | (1803–1873) | 1 Mauer 160         |      |
| Johann Friedrich Knapp  | (1776–1848) | 1 D 113             |      |
| Alexander Koch          | (1860–1939) | 4 Mauer 89-90       |      |
| Ernst Kreuder           | (1903–1972) | 2 M 135             |      |
| Elisabeth Langgässer    | (1899–1950) | 4 C 92              |      |
| Ilse Langner            | (1899–1987) | 3 F 198             |      |
| August Lucas            | (1803–1863) | 1 C 122             |      |
| Paul Meißner            | (1868–1939) | 2 M 185b            |      |
| Georg Moller            | (1784–1852) | 1 Mauer 141         |      |
| Albrecht Ohly           | (1829–1891) | 3 Mauer 77          |      |
| Joseph Maria Olbrich    | (1867–1908) | 4 C 11              |      |
| Arthur Osann            | (1829–1908) | 2 Mauer 21          |      |
| August Parcus           | (1819–1875) | 2 Mauer 127         |      |
| Julius Reiber           | (1883–1960) | 2 N 177             |      |
| Gustav von Römheld      | (1861–1933) | 1 Mauer 81 a        |      |
| Otto Roquette           | (1824–1896) | 1 B 110             |      |
| Hermann Rückert         | (1866–1941) | 4 Mauer 128         |      |
| Christoph Ruths         | (1851–1922) | 1 B 110             |      |
| Karl Schaffnit          | (1849–1899) | 3 K 50              |      |
| Ernst Schleiermacher    | (1755–1844) | 1 Mauer 152         |      |
| Ludwig Schleiermacher   | (1785–1844) | 1 Mauer 152         |      |
| Johann Schmitt          | (1815–1893) | 3 H 183             |      |
| Gottfried Schwab        | (1851–1903) | 4 Mauer 116         |      |
| Adolf Spieß             | (1810–1858) | 2 K 43              |      |
| Wolfgang Steinecke      | (1910–1961) | 1 F 6               |      |
| Gustav Waldt            | (1883–1959) | 1 C 62              |      |
| Friedrich Ludwig Weidig | (1791–1837) | 1 F 141b            |      |
| Oskar Werling           | (1889–1969) | 3 K 60 a            |      |